# Aktedrilus cavus
Aktedrilus cavus är en ringmaskart som beskrevs av Erséus 1990. Aktedrilus cavus ingår i släktet Aktedrilus och familjen glattmaskar. Inga underarter finns listade i Catalogue of Life.